# Загафуранов Файзрахман Загафуранович
Файзрахман Загафуранович Загафуранов (нар. 10 жовтня 1913, село Сулейманово Златоустівського повіту Уфимської губернії, тепер Мечетлінського району Башкортостану, Російська Федерація — 5 вересня 1975, місто Уфа, тепер Башкортостан, Російська Федерація) — радянський державний діяч, голова Президії Верховної ради Башкирської АРСР. Депутат Верховної ради Башкирської АРСР 3—7-го скликань. Депутат Верховної ради Російської РФСР 3—4-го, 7-го скликань. Депутат Верховної ради СРСР 3—6-го скликань. Член Центральної Ревізійної комісії КПРС у 1961—1966 роках.

## Життєпис
Народився в бідній селянській родині. У п'ятирічному віці втратив батька, а у дев'ятирічному — матір. Виховувався у родичів — бідних селян. Закінчив початкову школу, підготовчу групу робітничого факультету та курси рахівників. У 1929 році вступив до комсомолу.
Трудову діяльність розпочав у 1930 році рахівником сільського споживчого товариства в Башкирській АРСР.
У 1932—1935 роках — слухач Башкирської вищої комуністичної сільськогосподарської школи. Навчався на курсах вдосконалення педагогів комуністичних вузів при ЦК ВКП(б) у Москві.
У 1935—1937 роках — викладач Башкирської вищої комуністичної сільськогосподарської школи в місті Уфі.
У 1937—1939 роках — інструктор, секретар комітету комсомолу, завідувач навчальної частини Башкирської обласної школи політичної освіти в місті Стерлітамаці Башкирської АРСР.
Член ВКП(б) з 1939 року.
У 1939 році — директор Башкирської обласної школи політичної освіти в місті Стерлітамаці.
У 1939—1943 роках — у Червоній армії на політичній роботі. Учасник радянсько-фінської та німецько-радянської війн. Брав участь у боях під Сталінградом і на Дону. Був важко поранений і демобілізований із Радянської армії.
У 1943—1945 роках — директор Темясовського педагогічного училища Башкирської АРСР.
У 1945—1948 роках — завідувач відділу пропаганди і агітації, 3-й секретар, 2-й секретар, у 1948—1950 роках — 1-й секретар Баймацького районного комітету ВКП(б) Башкирської АРСР.
14 липня 1950 — 29 березня 1967 року — голова Президії Верховної ради Башкирської АРСР. Одночасно, у 1951—1959 роках — заступник голови Президії Верховної ради Російської РФСР. 
У травні 1969 — серпні 1971 року — головний державний арбітр Державного арбітражу при Раді міністрів Башкирської АРСР.
З серпня 1971 року — персональний пенсіонер у місті Уфі.
Помер 5 вересня 1975 року в місті Уфі. Похований на Мусульманському кладовищі Уфи.

## Нагороди
- два ордени Трудового Червоного Прапора (1957, 1963)
- орден «Знак Пошани» (1949)
- орден Червоної Зірки (11.04.1940)
- медаль «За перемогу над Німеччиною у Великій Вітчизняній війні 1941—1945 рр.»
- медаль «За доблесну працю у Великій Вітчизняній війні 1941—1945 рр.»
- медалі